# Власов, Михаил Фёдорович
Михаи́л Фёдорович Вла́сов (27 ноября 1920, д. Камская, Оханского уезда Пермская губерния — 27 декабря 1991, Пермь) — советский лингвист, декан филологического факультета (1963—1964), заведующий кафедрой русского языка Пермского университета. В 1960-е-1970-е был известен как исследователь творчества Н. А. Некрасова. Участник Советско-финской и Великой Отечественной войны.

## Биография
В 1930 году его семья из д. Камская Оханского уезда переехала в Пермь. В 1939 году с отличием окончил школу № 22.
В 1939 году зачислен в Ленинградский политехнический институт.

М. Ф. Власов в начале Финской войны

Но уже в ноябре 1939 был призван в РККА в связи с началом Советско-финской войны, в которой участвовал сначала в качестве стрелка 3 ОЗХП (ноябрь 1939 — февраль 1940), затем (с марта 1940) — в качестве старшего сержанта 469 стрелкового полка 150 стрелковой дивизии (в её составе встретил Великую Отечественную войну).
С 22 июня 1941 по май 1942 года участвовал в Великой Отечественной войне (вначале — в должности младшего командира химвзвода, затем — командира штаба полка).
В мае 1942 года в ходе Харьковской операции 1942 года советские части попадают в Харьковский котёл; М. Ф. Власов был захвачен в плен в районе станции Лозовая (южнее Харькова). Находился в концлагерях в Шепетовке, Ченстохове (Stalag 367), Ламсдорфе, Заксенхаузене.
17 ноября 1942 года, при работах в шахте г. Бойдена (Верхняя Силезия) ему тросом оторвало правую руку; после излечения находится в концлагерях в Ламсдорфе и Седлице.
В июле 1944 бежал с группой военнопленных из лагеря в Седлице; среди немногих выживших через несколько дней достиг расположения Красной армии. Больше месяца, находясь в тяжёлом состоянии, добирался до Перми.
Сентябрь 1944 — июль 1949 годы — учёба на историко-филологическом факультете Пермского государственного университета (окончил с отличием).
С августа 1949 по сентябрь 1952 в качестве преподавателя русского языка и литературы работал в пермской школе № 22 (выпускником которой являлся сам).
C октября 1952 по октябрь 1955 — ассистент кафедры русского языка Ярославского пединститута. Одновременно учился в аспирантуре того же вуза (как попавшему в плен, ему было отказано в аспирантуре МГУ).В 1956 году защитил диссертацию и получил звание кандидата филологических наук. После защиты диссертации направлен в Тюменский педагогический институт, где с сентября 1955 по сентябрь 1961 работал в качестве старшего преподавателя кафедры русского языка.
C сентября 1961 по ноябрь 1964 года — ассистент, затем — старший преподаватель кафедры русского языка филологического факультета; с декабря 1964 — доцент, затем — профессор кафедры русского языка Пермского государственного университета.
В 1962—1963 — заместитель декана филологического факультета (в то время деканом факультета был А. А. Бельский).
С 18 сентября 1963 по 23 декабря 1964 года — декан филологического факультета Пермского государственного университета.
До 1986 года включительно преподавал на кафедре русского языка и общего языкознания (после 1982 года — кафедры русского языка и стилистики) Пермского университета.
В 1973—1974, а также некоторое время в 1975 и 1984 году (во время командировок и отпусков М. А. Генкель и М. И. Кожиной) возглавлял кафедру русского языка Пермского университета.
Похоронен на пермском Северном кладбище в середине 57 квадрата.

## Роль в развитии филологического факультета ПГУ
М. Ф. Власов стал вторым (после А. А. Бельского) деканом недавно созданного филологического факультета Пермского университета. По отзыву М. Н. Кожиной, он проявил себя как умелый руководитель. В этот период факультет испытывал массу трудностей: нехватка помещений, учебной литературы, отсутствие чёткого учебного плана, а также хроническая нехватка квалифицированных преподавательских кадров. На факультете тогда не было не только докторов наук, но даже кандидатов наук было мало (среди немногих — А. А. Бельский, Р. В. Комина, Н. С. Лейтес), сам М. Ф. Власов не так давно получил учёную степень.
По воспоминаниям коллег, М. Ф. Власов как руководитель отличался спокойным и взвешенным отношением к проблемам, был внимателен к подчинённым, никогда не повышал голоса. Он был уважаем и любим коллегами, учениками-студентами, вызывал восхищение деятельным отношением к жизни, характеризовался как большой труженик, честный товарищ, хороший семьянин.
Наряду с административной, вёл большую общественную работу: неоднократно избирался членом и секретарём партбюро филологического факультета, председателем факультетского профбюро и группы народного контроля; руководил стенной газетой «Горьковец».

## Научно-организационная деятельность
Кандидатская диссертация М. Ф. Власова (1956) была посвящена творчеству Н. А. Некрасова; исследования в этом направлении он не прекращал в 1960-е и 1970-е годы. Благодаря сотрудничеству с ведущими филологическими журналами («Русский язык в школе», «Русская речь», «Филологические науки») он получил известность как один из ведущих некрасоведов страны. Его учебное пособие "О языке и стиле Н. А. Некрасова  было востребовано далеко за пределами родного вуза. Позже его научные интересы также затрагивали такую тему, как структура предикативных единиц в составе сложного предложения.
М. Ф. Власов принимал участие в редакторско-издательской работе научных сборников своей кафедры, факультета и вуза («Учёные записки Пермского гос. ун-та», «Исследования по стилистике», «Функциональные стили речи в синхронном и диахронном аспектах», и др.), где активно публиковался и сам. Его публикации есть в научных сборниках Тюменского педагогического института и Ярославского пединститута.
Являлся одним из организаторов, членов оргкомитетов, докладчиков зональных конференций кафедр русского языка вузов Урала (IV, V, IX).
К 1985 году подготовил диссертацию на соискание степени доктора филологических наук, но по состоянию подорванного войной здоровья не смог её защитить.
На кафедре вёл курсы современного русского языка, фонетики, стилистики, разработал и читал спецкурсы «О языке и стиле Н. А. Некрасова», «Структура предложения», «Особенности структуры предикативных единиц в структуре предложения».

## Семья
Супруга М. Ф. Власова, Раиса Михайловна, училась, а потом работала в том же Пермском университете.
Его дочь Ольга (род. 1947) после окончания отделения истории и теории искусства МГУ, тоже два года (1971—1973), работала в Пермском университете, далее 35 лет проработала заведующей отделом отечественного искусства Пермской государственной художественной галереи, параллельно преподавая историю и теорию изобразительного искусства в Пермском политехническом, сельскохозяйственном, педагогическом институтах, Уральском филиале Российской академии живописи, ваяния и зодчества Ильи Глазунова; член Союза художников России (1989), заслуженный работник культуры Российской Федерации (1993), доктор искусствоведения (2013).
Внучки-двойняшки Екатерина и Анна в 1995 году окончили филологический факультет ПермГУ. Екатерина получила второе образование психолога в Пермском университете, Анна стала кандидатом искусствоведения.

## Избранные работы
Работы М. Ф. Власова публиковались в крупнейших научных журналах филологической тематики: «Русская речь», «Русский язык в школе», «Филологические науки», и др.
- Власов М. Ф. Лексика и фразеология историко-революционных поэм Н. А. Некрасова («Дедушки» и «Русские женщины») // Автореф. канд. дисс. Тюмень, 1955. 16 стр.
- Власов М. Ф. О лексике и фразеологии историко-революционных поэм Н. А. Некрасова («Дедушки» и «Русские женщины») // Учёные записки кафедры русского языка Тюменского пед. ин-та. Вып. 1. Тюмень, 1960, С. 3-36.
- Власов М. Ф. О языке и стиле стихотворения Н. А. Некрасова «Железная дорога» // Русский язык в школе. 1962, № 5. С. 32-35.
- Власов М. Ф. Преподавание синтаксиса современного русского языка в связи с профессиональной подготовкой студентов // Филологические науки. 1963, № 4. С. 176—185.
- Власов М. Ф. Лексико-стилистический комментарий к стихотворению Н. А. Некрасова «Размышления у парадного подъезда» // Вопросы фонетики, словообразования, лексики русского языка и методики его преподавания. Тезисы IV зональной конференции кафедр русского языка вузов Урала. Вып. I. Пермь, 1964. С. 217—224.
- Власов М. Ф. Лексико-стилистический комментарий к стихотворению Н. А. Некрасова «Железная дорога» // Учёные записки Пермского гос. ун-та. № 142, 1966. С. 49-59.
- Власов М. Ф. Архаизмы в языке поэм Н. А. Некрасова «Дедушки» и «Русские женщины» // Учёные записки Пермского гос. ун-та. № 142, 1966. С. 60-77.
- Власов М. Ф. Некоторые особенности стихотворного синтаксиса поэмы Н. А. Некрасова «Современники» // Исследования по стилистике. Учёные записки Пермского гос. ун-та. № 160, 1966. С. 89-114.
- Власов М. Ф. Некоторые особенности синтаксиса разговорной речи в поэме Н. А. Некрасова «Мороз Красный нос» // Вопросы русского языка. Язык Н. А. Некрасова. Вып. III. Ярославль, 1969. С. 199—210.
- Власов М. Ф. Изучение языка и стиля Н. А. Некрасова в современную эпоху // Исследования по стилистике. Вып. 2. Учёные записки Пермского гос. ун-та. № 214, 1970. С. 170—230.
- Власов М. Ф. Н. А. Некрасов: о языке и стиле // Исследования по стилистике. Вып. 2. Учёные записки Пермского гос. ун-та. № 214, 1970. С. 231—244.
- Власов М. Ф. О языке и стиле Н. А. Некрасова: учеб. пособие по спецкурсу / М. Ф. Власов; ред. О. И. Богословская [и др.] ; Перм. гос. ун-т им. А. М. Горького . Пермь : Изд-во Перм. гос. ун-та, 1970. — 216 с.
- Власов М. Ф. Народная речь в поэзии Н. А. Некрасова // Русская речь. 1970. № 1. С. 24-30.
- Власов М. Ф. Значение Н. А. Некрасова в развитии русской поэтической речи // Исследования по стилистике. Вып. 3. Учёные записки Пермского гос. ун-та. № 244, 1971. С. 113—144.
- Власов М. Ф. «Я лиру посвятил народу своему» // Русская речь. 1971. № 4. С. 23-31.
- Власов М. Ф. Из наблюдений над стилем поэзии Н. А. Некрасова (к 150-летию со дня рождения поэта) // Русский язык в школе. 1971, № 6. С. 3-9.
- Власов М. Ф. Народная лексика в стихотворных произведениях Н. А. Некрасова // Актуальные проблемы лексикологии и лексикографии. Материалы IX зональной конференции кафедр русского языка вузов Урала. Пермь, 1972. С. 90-94.
- Власов М. Ф. Корней Чуковский о языке и стиле Н. А. Некрасова // Исследования по стилистике. Учёные записки Пермского гос. ун-та. № 302, 1974. С. 166—175.
- Власов М. Ф. К изучению синонимии прилагательных в поэзии Н. А. Некрасова // Исследования по стилистике. Вып. 5. Пермь, 1976. С. 39-54.
- Власов М. Ф. Об изобразительных средствах в поэзии Н. А. Некрасова // Функциональные стили речи в синхронном и диахронном аспектах. Пермь, 1978. С. 58-62.
- Власов М. Ф. Стилистические функции глагольной синонимики в стихотворных произведениях Н. А. Некрасова // Межвузовский сборник. Пермь, 1979.
- Власов М. Ф. Приёмы и методы использования глагольной синонимики в поэзии Н. А. Некрасова // Проблемы функционирования языка в его разновидностях. Пермь, 1981.
- Власов М. Ф. О семантических нарождениях компонентов сложного предложения // Проблемы дериватологии. Вып. II. Пермь, 1981.
- Власов М. Ф. Об особенностях структурных ПЕ в составе СП художественного и научного стилей // Основные понятия и категории лингвостилистики. Пермь, 1982.
- Власов М. Ф. Сложное предложение. Методическая разработка для студентов вечернего и заочного обучения. Пермь, 1983.
- Власов М. Ф. В боях за Николаев // Пермский университет в воспоминаниях современников. Вып. 2. Ради жизни на Земле / сост. А. С. Стабровский. Пермь: Изд-во Перм. гос. ун-та, 1995. — 143 с. С. 109—110.

## Награды
- Орден Отечественной войны I степени. Указ Президиума Верховного Совета СССР от 11 марта 1985 года. — В № 370623 (номер ордена 1863651).
- Медаль «За победу над Германией в Великой Отечественной войне 1941—1945 гг.». Указ Президиума Верховного Совета СССР от 9 мая 1945 года. — Я № 1159443.
- Юбилейная медаль «Двадцать лет Победы в Великой Отечественной войне 1941—1945 гг.». Указ Президиума Верховного Совета СССР от 7 мая 1965 года. — А № 5981142.
- Юбилейная медаль «Тридцать лет Победы в Великой Отечественной войне 1941—1945 гг.». Указ Президиума Верховного Совета СССР от 25 апреля 1975 года.
- Юбилейная медаль «Сорок лет Победы в Великой Отечественной войне 1941—1945 гг.». Указ Президиума Верховного Совета СССР от 12 апреля 1985 года.
- Юбилейная медаль «50 лет Вооружённых Сил СССР». Указ Президиума Верховного Совета СССР от 26 декабря 1967 года.
- Юбилейная медаль «60 лет Вооружённых Сил СССР». Указ Президиума Верховного Совета СССР от 28 января 1978 года.
- Медаль «За доблестный труд. В ознаменование 100-летия со дня рождения Владимира Ильича Ленина». От имени Президиума Верховного Совета СССР 2 апреля 1970 года.
- Медаль «Ветеран труда». От имени Президиума Верховного Совета СССР решением исполкома Пермского областного совета народных депутатов от 2 февраля 1984 года.
- Нагрудный значок «За отличные успехи в работе». От Министерства высшего и среднего специального образования СССР. 1971.
- Знак «Победитель социалистического соревнования 1974 года». Постановление № 39 Минвуза РСФСР и Республиканского комитета профсоюза от 10 февраля 1975 года.
- Знак «Победитель социалистического соревнования 1977 года». От имени Министерства высшего и среднего специального образования РСФСР и ЦК профсоюза. 1977.